# 武装神姫のディスコグラフィ
武装神姫のディスコグラフィでは、『武装神姫』の関連CDについて記述する。発売元はコナミスタイル、ポニーキャニオン。

## シングル

### Install x Dream
2012年10月17日発売。表題曲「Install x Dream」はテレビアニメ版のオープニングテーマに使用され、アン、ヒナ、アイネス、レーネ役の阿澄佳奈、茅原実里、水橋かおり、中島愛が歌っている。
武装盤、通常盤の2種リリースであり、武装盤のディスクジャケットはエンディングテーマとして起用されたazusaの7thシングル「太陽のサイン」のディスクジャケットと連動している。
武装盤のディスクジャケットには、アン、ヒナ、通常盤のディスクジャケットにはアン、ヒナ、アイネス、レーネが描かれている。イラストはキャラクターデザインを手がけた江畑諒真による描き下ろし。
チャート成績
- 2012年10月29日付のオリコン週間シングルチャートで24位を獲得。初動売上は0.3万枚を記録した。デイリーチャートでは10月18日付で最高位の19位を獲得した。
- 2012年10月29日付のBillboard JAPAN Hot Singles Salesで24位、Billboard JAPAN Hot Animationで15位を獲得した。また、2012年10月27日放送分のCOUNT DOWN TV内のThis Week's TOP 100では46位を獲得した。

収録曲
全作詞：azusa、作曲・編曲：織田哲郎
1. Install x Dream [3:45]
  - テレビアニメ『武装神姫』オープニングテーマ

2. Let's get SPARK!!! [3:11]
3. Install x Dream (Instrumental)
4. Let's get SPARK!!! (Instrumental)

### Character Song Series
2012年11月21日発売。キャラクターソング、オープニングテーマ「Install x Dream」のソロバージョンが収録されている。

#### 【武】SKY GARDEN
収録曲
全作詞：azusa
1. SKY GARDEN [4:08]
  - 作曲：横健介、編曲：中西ゆういちろう
  - 阿澄曰く「ウキウキルンルンしているアンが目に浮かぶような曲」。

2. Install x Dream 〜ANN ver.〜 [3:42]
  - 作曲・編曲：織田哲郎

3. SKY GARDEN（Instrumental）

#### 【装】いきさき
収録曲
全作詞：azusa
1. いきさき [4:38]
  - 作曲：沢崎公一、編曲：岡田光司
  - ミディアムテンポの中に切なさが入った曲。

2. Install x Dream 〜HINA ver.〜 [3:42]
  - 作曲・編曲：織田哲郎

3. いきさき（Instrumental）

#### 【神】HA・CHA・ME・CHA☆QUEEN
収録曲
全作詞：azusa
1. HA・CHA・ME・CHA☆QUEEN[4:31]
  - 作曲：横健介、編曲：Sakurai Rock
  - 水橋によれば、カラオケで歌うと画面が赤くなるイメージであるという。

2. Install x Dream 〜INES ver.〜 [3:42]
  - 作曲・編曲：織田哲郎

3. HA・CHA・ME・CHA☆QUEEN（Instrumental）

#### 【姫】PEACE & LUCK
収録曲
全作詞：azusa
1. PEACE & LUCK [3:53]
  - 作曲・編曲：川島有真
  - 中島曰く「ハッピーなかわいい歌」で、歌詞にも彼女のドジを彷彿とさせる要素が散りばめられている。

2. Install x Dream 〜LENE ver.〜 [3:42]
  - 作曲・編曲：織田哲郎

3. PEACE & LUCK（Instrumental）

## アルバム

### CHARACTER SONG and SPECIAL RADIO RONDO
2010年11月25日から2012年1月10日まで発売された。ディスクは3枚組みの構成になっており、DISC-1は「MUSIC CD」、DISC-2は「BUSOTRA CD」、DISC-3は「RADIO CD」になっている。

#### Vol.1
2010年11月25日発売。ディスクジャケットにはアーンヴァル、ストラーフ、アルトレーネ、アルトアイネス、ベイビーラズ、沙羅檀が描かれている。
収録曲
DISC-1
1. Promise [4:38]
  - 歌：天使型アーンヴァルMk.2（阿澄佳奈）

2. Destination
  - 歌：悪魔型ストラーフMk.2（茅原実里）

3. 超Happyなのです
  - 歌：戦乙女型アルトレーネ（中島愛）

4. 永遠のトレモロ
  - 歌：戦乙女型アルトアイネス（水橋かおり）

5. イイじゃん♪
  - 歌：エレキギター型ベイビーラズ（平野綾）

6. you & me
  - 歌：ヴァイオリン型沙羅檀（高垣彩陽）

7. Promise（instrumental）
8. Destination（instrumental）
9. 超Happyなのです（instrumental）
10. 永遠のトレモロ（instrumental）
11. イイじゃん♪（instrumental）
12. you & me（instrumental）

DISC-2
1. Promise（MK Remix）
  - 歌：天使型アーンヴァルMk.2（阿澄佳奈）、編曲：MK

2. Destination（Hommarju Remix）
  - 歌：悪魔型ストラーフMk.2（茅原実里）、編曲：Hommarju

3. 超Happyなのです（mitsu Remix）
  - 歌：戦乙女型アルトレーネ（中島愛）、編曲：mitsu

4. 永遠のトレモロ（Trance Core Remix）
  - 歌：戦乙女型アルトアイネス（水橋かおり）、編曲：Dizzi Mystica

5. イイじゃん♪（Hommarju Remix）
  - 歌：エレキギター型ベイビーラズ（平野綾）、編曲：Hommarju

6. you & me（MK Remix）
  - 歌：ヴァイオリン型沙羅檀（高垣彩陽）、編曲：MK

7. Promise（MK Remix）（instrumental）
8. Destination（Hommarju Remix）（instrumental）
9. 超Happyなのです（mitsu Remix）（instrumental）
10. 永遠のトレモロ(Trance Core Remix）（instrumental）
11. イイじゃん♪（Hommarju Remix）（instrumental）
12. you & me（MK Remix）（instrumental）

DISC-3（武装神姫 SPECIAL RADIO RONDO BATTLE 2 〜武装神姫 CHARACTER SONG and SPECIAL RADIO RONDO 発売記念特別編〜）
1. オープニング
2. ふつおた
3. 教えて阿澄先生!
4. 武装神姫ラジオ劇場
5. 神姫リング de BATTLE
6. エンディング

#### Vol.2
2011年3月17日発売。ディスクジャケットにはアーク、イーダ、ハウリン、マオチャオ、アーティル、ラプティアスが描かれている。
収録曲
DISC-1
1. YES!
  - 歌：ハイスピードトライク型MMS アーク（堀江由衣）

2. SHINE
  - 歌：ハイマニューバトライク型MMS イーダ（田村ゆかり）

3. BREAK THE SILENCE
  - 歌：犬型MMS ハウリン（喜多村英梨）

4. LOVE LOVE なのだ
  - 歌：猫型MMS マオチャオ（橋本まい）

5. Going my way
  - 歌：ヤマネコ型MMS アーティル（中原麻衣）

6. HOLD ON
  - 歌：鷲型MMS ラプティアス（遠藤綾）

7. YES!（instrumental）
8. SHINE（instrumental）
9. BREAK THE SILENCE（instrumental）
10. LOVE LOVE なのだ（instrumental）
11. Going my way（instrumental）
12. HOLD ON（instrumental）

DISC-2
1. YES!（starving trancer Remix）
  - 編曲：starving trancer

2. SHINE（starving trancer Remix）
  - 編曲：starving trancer

3. BREAK THE SILENCE（Dizzi Mystica Remix）
  - 編曲：Dizzi Mystica

4. LOVE LOVE なのだ（Hommarju EUROBEAT Remix）
  - 編曲：Hommarju

5. Going my way（Milky Remix）
  - 編曲：mitsu

6. HOLD ON（MK Remix）
  - 編曲：MK

7. YES!（starving trancer Remix）（instrumental）
8. SHINE（starving trancer Remix）（instrumental）
9. BREAK THE SILENCE（Dizzi Mystica Remix)（instrumental）
10. LOVE LOVE なのだ（Hommarju EUROBEAT Remix）（instrumental）
11. Going my way（Milky Remix）（instrumental）
12. HOLD ON（MK Remix）（instrumental）

DISC-3
1. 武装神姫 Special Radio Rondo

#### Vol.3
2012年1月10日発売。ディスクジャケットにはエウクランテ、イーアネイラ、エストリル、ジルリバーズ、ゼルノグラード、フブキが描かれている。
収録曲
DISC-1
1. 風色のため息 [4:38]
  - 歌：セイレーン型MMS エウクランテ（加藤英美里）

2. ふたつのシルエット [4:29]
  - 歌：マーメイド型MMS イーアネイラ（井上麻里奈）

3. フルスロットル [4:05]
  - 歌：モーターサイクルレーサー型MMS エストリル（伊瀬茉莉也）

4. あなたのために [4:17]
  - 歌：クルーザー型MMS ジルリバーズ（日笠陽子）

5. I NEVER GIVE UP [4:25]
  - 歌：火器型MMS ゼルノグラード（白石涼子）

6. 十六夜 [4:18]
  - 歌：忍者型MMS フブキ（福井裕佳梨）

7. 風色のため息（Instrumental）
8. ふたつのシルエット（Instrumental）
9. フルスロットル（Instrumental）
10. あなたのために（Instrumental）
11. I NEVER GIVE UP（Instrumental）
12. 十六夜（Instrumental）

DISC-2
1. 風色のため息（MK Remix） [5:15]
  - 歌：セイレーン型MMS エウクランテ（加藤英美里）

2. ふたつのシルエット（Hommarju Breakbeats Remix） [7:05]
  - 歌：マーメイド型MMS イーアネイラ（井上麻里奈）

3. フルスロットル（Dizzi Mystica Remix） [5:26]
  - 歌：モーターサイクルレーサー型MMS エストリル（伊瀬茉莉也）

4. あなたのために（Mephisto Remix） [4:51]
  - 歌：クルーザー型MMS ジルリバーズ（日笠陽子）

5. I NEVER GIVE UP（Irus Remix） [4:25]
  - 歌：火器型MMS ゼルノグラード（白石涼子）

6. 十六夜（uni Remix） [4:53]
  - 歌：忍者型MMS フブキ（福井裕佳梨）

7. 風色のため息（Mk Remix）（Instrumental）
8. ふたつのシルエット（Hommarju Breakbeats Remix）（Instrumental）
9. フルスロットル（Dizzi Mystica Remix）（Instrumental）
10. あなたのために（Mephisto Remix）（Instrumental）
11. I NEVER GIVE UP（Irus Remix）（Instrumental）
12. 十六夜（uni Remix）（Instrumental）

DISC-3
1. 武装神姫 Special Radio Rondo

### Scenes from BUSOUSHINKI
2012年12月26日発売。ディスクジャケットには、キャラクターデザイナー江畑諒真によるアン、ヒナ、アイネス、レーネの4人が海水浴を楽しむ光景が描かれている。
収録曲
1. Install × Dream
  - 作詞：azusa、作曲・編曲：織田哲郎

2. 君と未来へ [4:15]
  - 作詞：azusa、作曲・編曲：織田哲郎
  - テレビアニメ『武装神姫』第5話挿入歌

3. sweet dream [5:43]
  - 作詞・作曲・編曲：azusa
  - テレビアニメ『武装神姫』第8話挿入歌

4. ボクは走るんだ! [3:41]
  - 作詞：azusa、作曲：Natsuki.Z、編曲：透ch

5. B.T.S [3:54]
  - 作詞：azusa、編曲：kajibom

6. ふたりの約束 [4:59]
  - 作詞：azusa、作曲：織田哲郎、編曲：岡田光司・長田直也
  - テレビアニメ『武装神姫』第10話挿入歌

7. sweet dream 〜ANN ver.〜 [5:35]
  - 作詞・作曲：azusa、編曲：有木竜郎

8. 太陽のサイン [3:59]
  - 作詞・作曲・編曲：azusa

## サウンドトラック

### 武装神姫 BATTLE RONDO
2009年11月20日発売。ディスクは2枚組の構成になっており、DISC-1にはオンラインゲーム『武装神姫 BATTLE RONDO』で使用されたBGM、キャラクターソング、DISC-2には『武装神姫 RADIO RONDO』の新規音源が収録されている。
収録内容
DISC-1
1. Into the Shining World
  - 歌：イーアネイラ（井上麻里奈）、エウクランテ（加藤英美里）、作詞・作曲：Ayumi Suzuki、編曲：Takahiro Hiraoka

2. Prologue
3. Setup
4. Shinki Center
5. Shopping
6. Angels In The Sky
7. Ready Go!
8. il・le・gal
9. briefing
10. Friend
11. Owner's room
12. Tresure Island
13. Vintage Revenge
14. Modeling
15. beyond
16. Entirery Software
17. Reset
18. Result
19. Staff roll
20. No Way To Escape
21. No Place To Hide
22. Tea room
23. Next Stages
24. グローイング・ラブ
  - 歌：蝶型MMSシュメッターリング（野川さくら）、作詞：Kiyotaka Sugimoto、作曲・編曲：Hiroki Koga

25. I Will Follow You
  - 歌：天使型アーンヴァル（阿澄佳奈）、悪魔型ストラーフ（茅原実里）、作詞・作曲・編曲：後田信二

DISC-2
1. 武装神姫RADIO RONDO 新規収録音源

### 武装神姫 BATTLE MASTERS
2010年7月15日発売。PlayStation Portable『武装神姫 BATTLE MASTERS』のサウンドトラック。劇中で使用したBGMが収録されている。ディスクジャケットにはアーンヴァルMk.2が描かれている。
収録曲
1. RIDE ON
2. Prologue
3. Map
4. Shinki Center
5. Arms Edit
6. Ready
7. Battle "Coliseum"
8. Battle "Sky"
9. Battle "Black blizzard"
10. Win Jingle
11. Battle "Ruins"
12. Battle "Waterfall"
13. Battle "Examination room"
14. Victory Jingle "Title Match"
15. After Battles
16. My Room
17. Game Center
18. F BATTLE
19. Battle"F BATTLE Title Match"
20. Victory Jingle "F BATTLE"
21. Victory Jingle "F1 BATTLE"
22. Junk Shop
23. Varuhara
24. Battle "The Hardes"
25. Lose Jingle
26. 喜
27. 怒
28. 哀
29. 楽
30. Maochao Clutter
31. Chitose's Theme
32. Hazuki's Theme
33. Gaia's Theme
34. Epilogue
35. キズナ

### 武装神姫 BATTLE MASTERS Mk.2
2011年9月22日発売。
収録曲
1. ラビリンス [3:54]
  - 歌：MIQ、作詞：真下裕子、作曲・編曲：真下正樹
  - オープニングテーマ

2. Introduction [1:28]
3. Battle "Coliseum" ver.2 [3:01]
4. Battle "Sky" ver.2 [2:33]
5. Battle "Black blizzard" ver.2 [2:10]
6. Battle "Ruins" ver.2 [2:40]
7. Battle "Waterfall" ver.2 [2:47]
8. Battle "Examination room" ver.2 [2:38]
9. Battle "Tube" [3:40]
10. Battle "Plant" [2:16]
11. Battle "Versus 01" [2:38]
12. Battle "Versus 02" [3:50]
13. Throb! Throb!! [1:00]
14. Christmas In 2040 [2:40]
15. 孤高のカタルシス [3:49]
  - 歌：実谷なな、作詞・作曲・編曲：Re;versible

16. After Terrorism [1:15]
17. Okuni's Theme [1:23]
18. Mimic's Theme [1:14]
19. Battle "Triphantom" [2:51]
20. In The Building [1:49]
21. Revealing [1:37]
22. Strongest AI [1:28]
23. Battle "Despair" [2:46]
24. Battle "The Last" [3:13]
25. か弱き十字架の愛 Arrangement version [1:45]
26. True Master [1:38]
27. か弱き十字架の愛 [2:31]
  - 歌：KEI、作詞：mitsu、作曲・編曲：大貫和紀&堀田星司

### テレビアニメ
2012年12月5日に発売された。

## ラジオCD
2008年3月21日発売。封入特典として『武装神姫 BATTLE RONDO』で使用可能のアクセスコードが同梱されている。
ディスクは2枚組の構成になっており、DISC-1には新規録り下ろし音源、オンラインゲーム『武装神姫 BATTLE RONDO』テーマソングとして使用された「I Will Follow You」、DISC-2には本放送第1回から第26回までの音源が収録されている。
収録内容
DISC-1
1. 新規撮り下ろし音源
2. I Will Follow You
  - 歌：天使型アーンヴァル（阿澄佳奈）、悪魔型ストラーフ（茅原実里）、作詞・作曲・編曲：後田信二
  - オンラインゲーム『武装神姫 BATTLE RONDO』テーマソング

DISC-2
1. 第1回
2. 第2回
3. 第3回
4. 第4回
5. 第5回（ゲスト：茅原実里）
6. 第6回
7. 第7回（ゲスト：笹川亜矢奈）
8. 第8回
9. 第9回（ゲスト：橋本まい）
10. 第10回
11. 第11回
12. 第12回（ゲスト：福井裕佳梨）
13. 第13回
14. 第14回
15. 第15回
16. 第16回
17. 第17回
18. 第18回
19. 第19回
20. 第20回
21. 第21回
22. 第22回（ゲスト：門脇舞以）
23. 第23回
24. 第24回（ゲスト：柚木涼香）
25. 第25回
26. 第26回